# Abiomed
Abiomed ist ein 1981 gegründetes US-amerikanisches Unternehmen der Medizintechnik mit Sitz in Danvers, Massachusetts sowie mit Niederlassungen in Aachen, Berlin und Tokio. Bis zur Übernahme durch Johnson & Johnson 2022 war es an der elektronischen Börse NASDAQ und im Aktienindex von S&P 500 gelistet. Das Unternehmen gehört zu den führenden Anbietern von Technologien für Herzchirurgie und Herzkatheter-Labore und stellt unter anderem mit den Axialpumpen der Impella-Modelle die kleinsten Herzpumpen der Welt her. Insgesamt konnte Abiomed bis 2019 fünf Zulassungen bei der FDA und 715 Patente verzeichnen.

## Unternehmensgeschichte
Abiomed wurde 1981 von David M. Lederman als „Applied Biomedical Corporation“ in Danvers gegründet. Gefördert durch Bundesforschungsstipendien und in Zusammenarbeit mit dem Texas Heart Institute entwickelte Ledermann den „AbioCor“, ein elektromagnetisches Gerät in der Größe einer Grapefruit mit einer internen Batterie, das das Herz vollständig ersetzt, ohne dass Drähte oder Schläuche durch die Haut verlaufen. AbioCor wurde im Juli 2001 einem Patienten als erstes künstliches Herz erfolgreich implantiert, wobei es mehr als 20 Millionen Mal gepumpt hatte. Nachdem bis zum Jahr 2004 vierzehn solcher Geräte während der folgenden klinischen Studien implantiert worden waren, erhielt AbioCor 2006 die FDA-Zulassung für Patienten, die dem Tod nahe sind und sich nicht für eine Herztransplantation eigneten. Seit 2004 leitet Michel R. Minogue als Chairman, Präsident und Chief Executive Officer das Unternehmen und baute es systematisch zu einem globalen Fachanbieter für Herzpumpen sowie zu einem der am schnellsten wachsenden und nach GAAP profitablen Medizintechnikunternehmen aus.
Im Jahr 2005 erwarb Abiomed das Unternehmen für ventrikuläre Unterstützungsgeräte „Impella Cardio Systems AG“ aus Aachen und baute infolgedessen diesen Standort zu einer neuen eigenständigen Europazentrale unter der Firmierung „Abiomed Europa GmbH“ aus. Durch diese Übernahme verlagerte sich der Fokus des Unternehmens von Herzersatz auf die Wiederherstellung des Herzens. Dazu passte der im Jahr 2014 erfolgte Erwerb des 2007 gegründeten deutschen Herzpumpenherstellers „ECP Entwicklungsgesellschaft mbH“ mit Sitz in Berlin ebenso wie die zeitgleiche Übernahme der „Aachen Innovative Solutions GmbH“, die sich mit der Erforschung und Entwicklung von innovativen Technologien und Produkten sowie deren Verwertung, im Besonderen auf dem Gebiet der Katheter-Vorrichtungen, befasst.
Schließlich erwarb das Unternehmen im April 2020 noch das Start-up-Unternehmen Breethe aus Halethorpe in Maryland, das auf die Entwicklung neuer extrakorporaler Membranoxygenierungssysteme (ECMO) spezialisiert ist.
Um die Forschung und Produktentwicklung zu erleichtern, hatte Abiomed bereits im Jahr 2018 am Hauptsitz in Danvers ein neues Innovationszentrum erbauen lassen, das über Labore für Blut-, Optik-, Software-, mechanische und elektrische Forschung sowie über eine neue Produktionslinie verfügt.
Im November 2022 wurde Abiomed von Johnson & Johnson für 16,6 Mrd. Dollar übernommen.

## Abiomed Europe GmbH

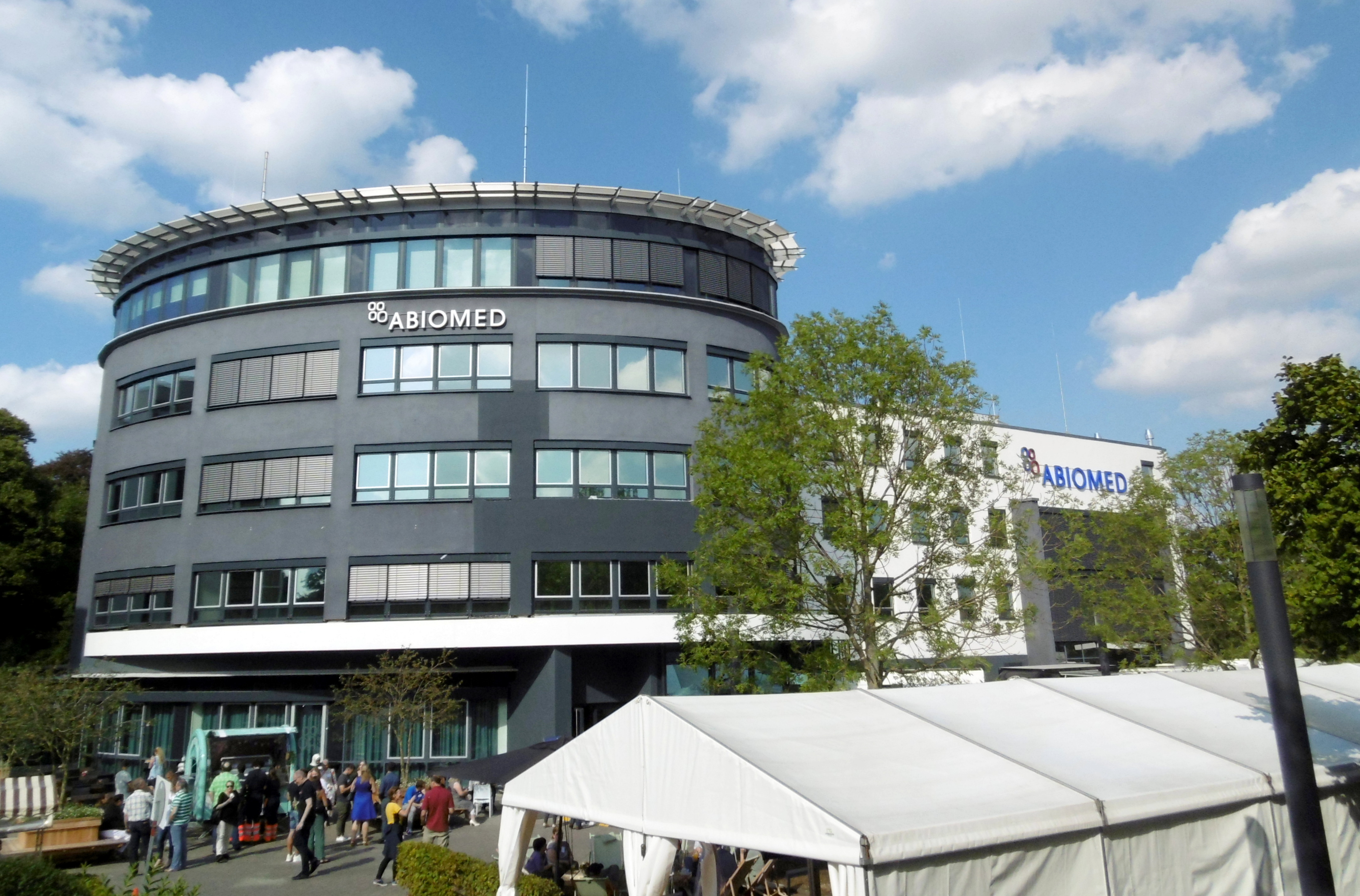
Abiomed Europa GmbH, Aachen

Die 2005 gegründete Abiomed Europe GmbH ist die größte Niederlassung von Abiomed Inc. und beschäftigt mittlerweile mehr als 450 Mitarbeiter am Standort Aachen. In ihr war das Aachener Unternehmen „Impella Cardio Systems AG“ aufgegangen, das selbst 2003 aus der „Impella AG“ hervorgegangen war. Die „Impella AG“ war ihrerseits 1998 als Start-up-Unternehmen von dem Ingenieur Thorsten Sieß gegründet worden. Seitdem leitet der am Aachener Helmholtz-Institut für Biomedizinische Technik ausgebildete Ingenieur Sieß zusammen mit dem Ingenieur Dirk Michels die Europazentrale und beide bekleiden zugleich den Posten eines Vizepräsidenten in der Mutterfirma.
Im Jahr 2017 eröffnete Abiomed Aachen GmbH eine weitere Zweigstelle im schweizerischen Zug, die sich der Forschung und Entwicklung, Herstellung, Verkauf und Marketing von Medizinprodukten und Medizingeräten, insbesondere zur Herz- und Kreislaufunterstützung, sowie der Beratung in verbundenen Geschäftsbereichen widmet.
Steigende Aufträge und damit verbundene Neueinstellungen von Fachpersonal machten es nötig, die Aachener Zentrale grundlegend auszubauen. Dazu erfolgte ab 2017 ein großräumiger Anbau am bestehenden Forschungszentrum, der am 19. August 2022 feierlich eingeweiht wurde. Durch den Ausbau und die Modernisierung der Europa-Zentrale wurden zugleich 250 neue Hightech-Arbeitsplätze geschaffen und die Belegschaft somit auf rund 520 Mitarbeiter aufgestockt.

## Produkte und Innovationen
Das im Jahr 2006 zugelassene Kunstherz AbioCor von Abiomed, dem ersten Serienprodukt des Unternehmens, sollte in den 2010er-Jahren mit einer zweiten Version verbessert werden und mit einer Haltbarkeit von fünf Jahren mehr als das Dreifache der Lebenserwartung erreichen. AbioCor II wurde jedoch stillschweigend aufgegeben und von der Abiomed-Website entfernt.
Erfolgreicher verlief dagegen die Entwicklung der Impella-Technologie, die die von der FDA zugelassenen Hauptserien Impella 2.5 für selektive und dringende Hochrisikoeingriffe, Impella 5.0, Impella LD, Impella CP für Hochrisiko-Verfahren und Impella RP bei Rechtsherzinsuffizienz und rund 48 Einzelprodukte beinhalten. Die Weiterentwicklung Impella 5,5 mit Smart Assistent ist seit 2019 noch in der Entwicklung und klinischen Erprobung.
Mit dem 2020 erworbenen ECMO-Modell Abiomed Breethe-OXY-1 System der Firma Breethe reagierte Abiomed auf die neuen Herausforderungen unter anderem durch die globale COVID-19-Pandemie.
Im Frühjahr 2022 gab die Tochterfirma „ECP Entwicklungsgesellschaft mbH“, die lediglich über 16 Mitarbeiter aber großzügige Laborräume in Berlin verfügt, bekannt, dass unter Leitung von Thorsten Sieß im Berliner Labor eine neuartige Miniaturpumpe entwickelt wurde, bei der es sich um die erste expandierbare Herzpumpe der neuen Serie handelt und durch einen Motor in der Größe einer Fernbedienung am anderen Ende des Drahtes außerhalb des Körpers angetrieben wird. Dadurch soll eine bereits existierende Pumpenserie weiterentwickelt und fortgeführt werden.